# Le Mort vivant (film, 1912)
Pour les articles homonymes, voir Le Mort vivant.
Pour plus de détails, voir Fiche technique et Distribution.
Le Mort vivant est un film muet français réalisé par Louis Feuillade et sorti en 1912.

## Fiche technique
- Titre : Le Mort vivant
- Réalisation : Louis Feuillade
- Scénario : Louis Feuillade
- Société de production : Société des Établissements L. Gaumont
- Pays d'origine :  France
- Langue : film muet avec les intertitres en français
- Format : Noir et blanc — 35 mm — 1,33:1 — Muet
- Métrage : 950 m
- Genre :  Film policier
- Durée : 32 minutes
- Date de sortie : 
  -  France : février 1912

## Distribution
- Jean Aymé : le procureur général
- Yvette Andréyor : la fille du procureur
- Renée Carl : Maman Barsac
- René Navarre : Lieutenant Lesparre
- Paul Manson : le cantinier Barsac
- Sylvette Fillacier
- Henri Jullien : Lieutenant Gérard
- Jeanne Marie-Laurent
- Alice Tissot
- Marthe Vinot